# Молокіні

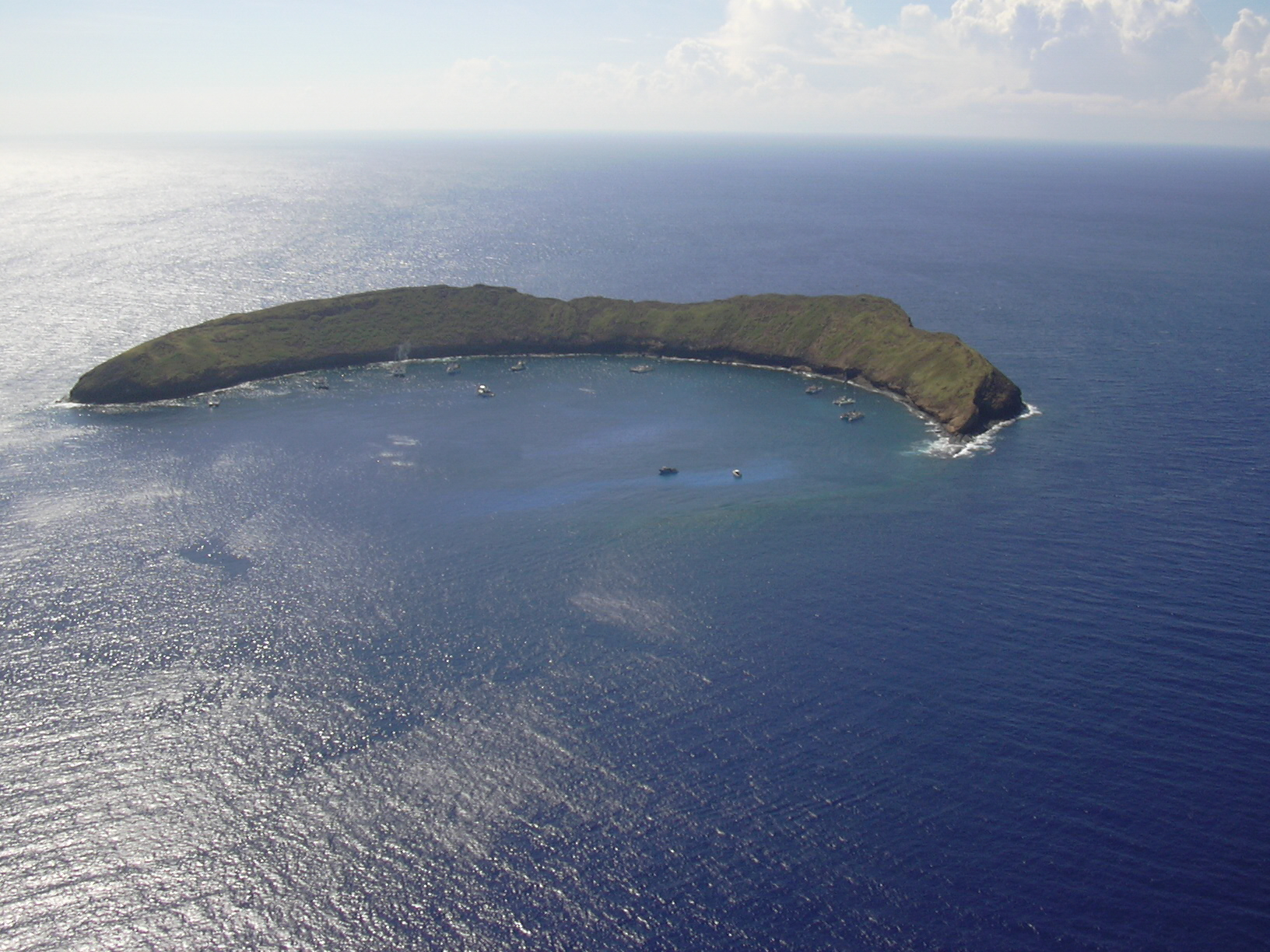

Молокі́ні (англ. Molokini) — острівець площею 0,093 км² що має форму півмісяця, напівзатоплений вулканічний кратер. Цей безлюдний острів розташований в каналі Алалакеїкі між островами Мауї та Кахоолаве, на південь від бухти Ма-алаеа (англ. Ma‘alaea Bay). Молокіні — державний заповідник (англ. sanctuary) птахів. Острівець приваблює численних туристів, любителів дайвінгу (англ. scuba diving) і сноркелінгу (англ. snorkeling).

## Екологія

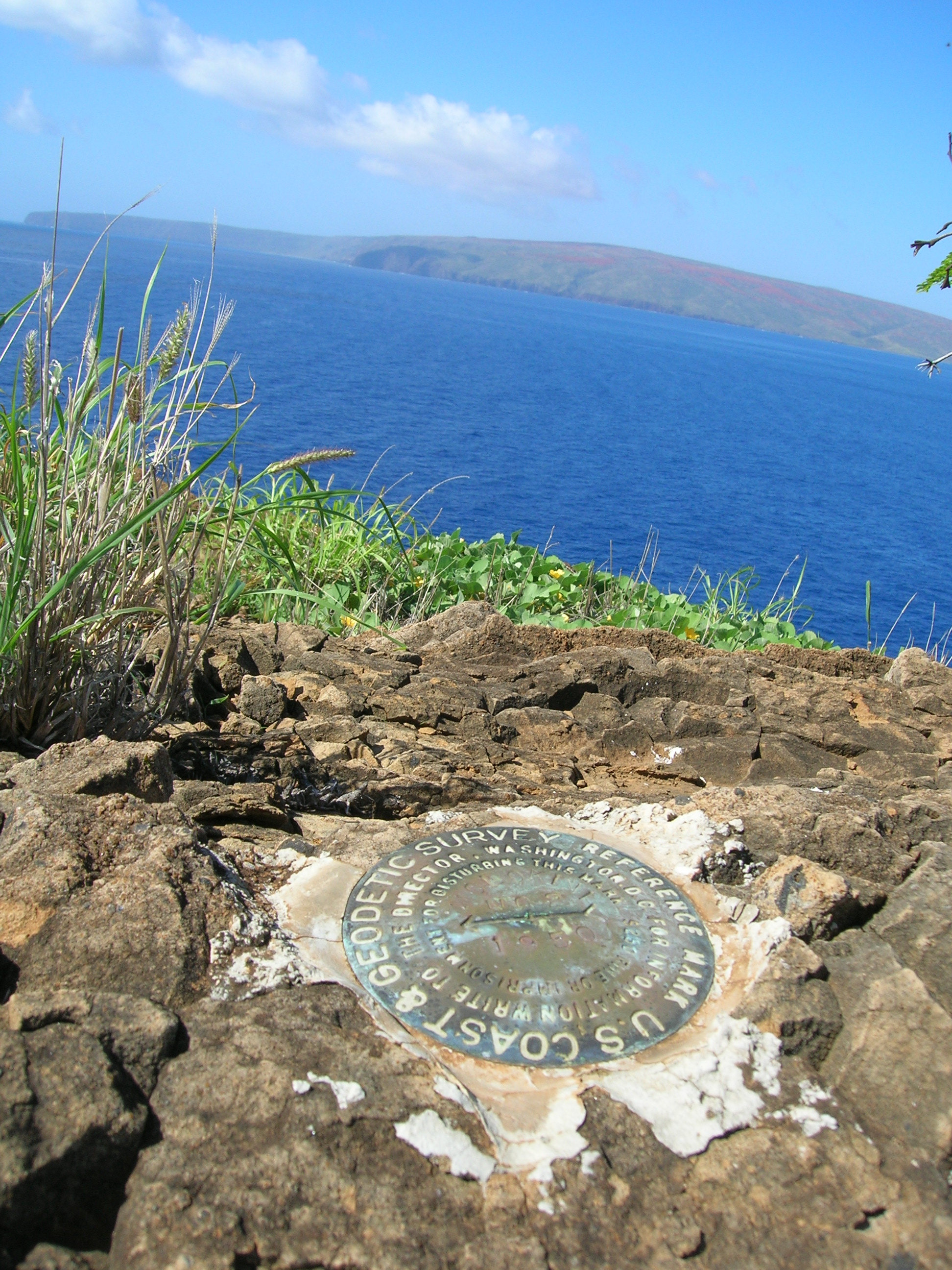
Маркер Національна Геодезична Інспекція Сполучених Штатів на Молокіні

Кратер Молокіні є притулком для 250—260 морських видів. Найбільш розповсюджені серед них: melichthys niger, zebrasoma flavescens, zanclus cornutus, риб-папуг, chaetodon lunula та caranx melampygus. Через постійну присутність відвідувачів і довгу історію як природо-охоронного району, риба комфортно почуває себе біля пірнальників. Іноді в кратері можна побачити малих білоперих рифових акул і муренових вугрів. Також доволі часто можна зустріти heterocentrotus mamillatus.
Води Молокіні є домівкою 38 коралових видів і близько 100 видів водорості. Хоча морське дно доволі густо зарощене, але менше ніж це було в минулому через постійну туристичну активність.
Острівець є домом для щонайменше двох видів гніздових морських птахів — тонкодзьобої бульверії та клинохвостого буревісника. Також було спостережено великого фрегата.